# Kirche von Borgholm

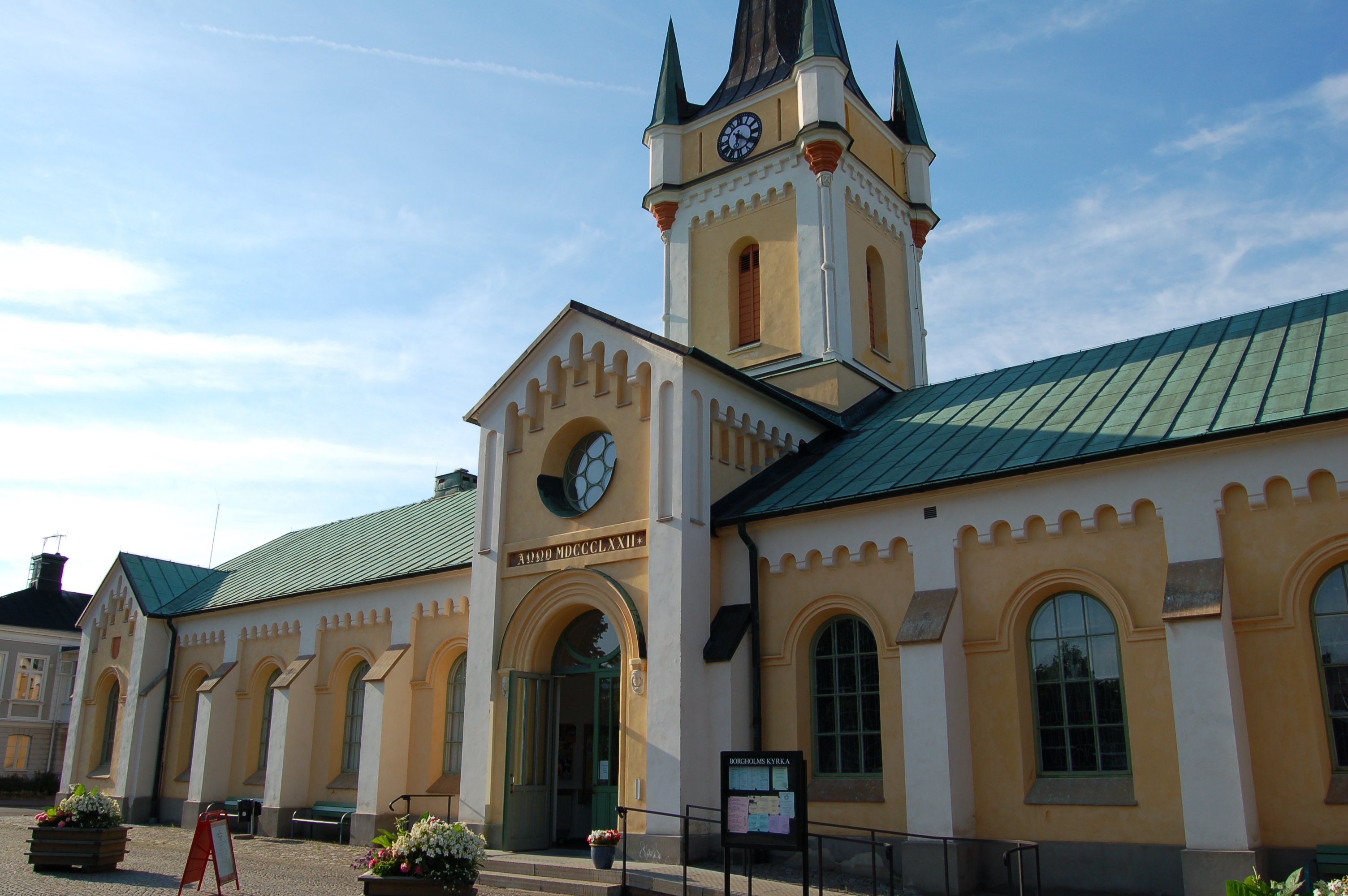
Kirche von Borgholm – Südseite

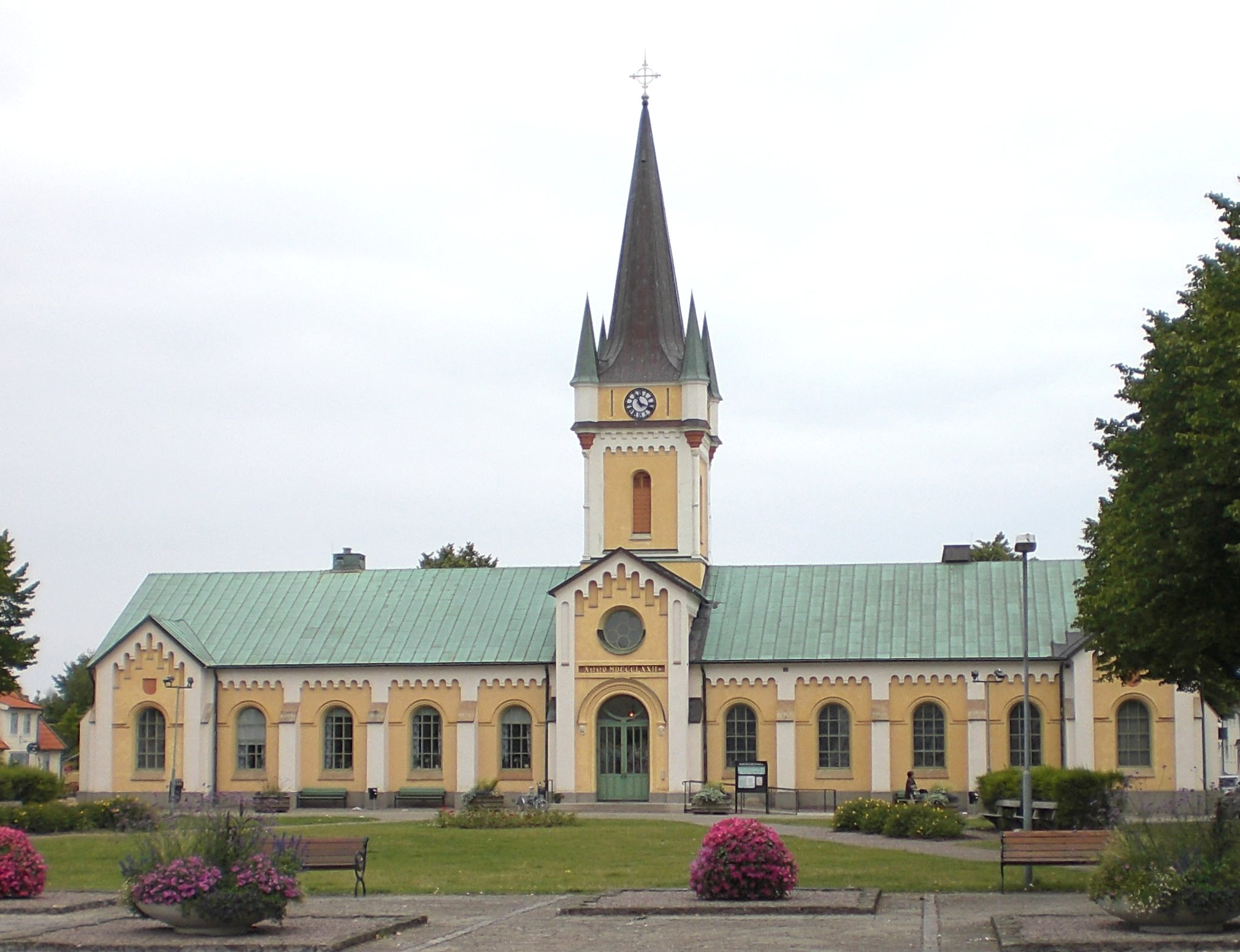
Sicht vom Marktplatz

Die Kirche von Borgholm ist eine im Zentrum der Stadt Borgholm auf der schwedischen Ostseeinsel Öland gelegene Kirche.

## Geschichte und Architektur
Das heutige Kirchengebäude entstand in seinen östlichen Teilen im Jahr 1842 als Schulgebäude. Im Gebäude fanden auch die Gottesdienste statt. Ab 1872 wurde das Schulgebäude um einen westlichen Flügel erweitert. Während der Neubau die zukünftige Schule fassen sollte, wurde das ehemalige Schulgebäude zur Kirche mitsamt Turm umgebaut. Der Neubau der Schule war bereits im Herbst 1873 vollendet. Der Umbau des alten Flügels zur Kirche verzögerte sich aus finanziellen Gründen. Zu Pfingsten 1879 erfolgte dann jedoch die Einweihung durch den Bischof Pehr Sjöbring. Das Gebäude weist Stilelemente auf, die an die Romanik anknüpfen sollen.
Die Vorhalle der Kirche verfügte ursprünglich nur über eine offene Gittertür zum Marktplatz. Erst 1960 im Zuge eines Umbaus wurde hier eine geschlossene Tür eingebaut.

## Innengestaltung
Das Kircheninnere wurde in den Jahren 1960/61 nach Plänen des Architekten Karl Hampus Bergmann grundlegend neugestaltet. Insbesondere erhielt das Gebäude eine neue Decke. Im Chor und über der Orgel ist die Decke höher als im mittleren Teil des Kirchenschiffs. Mit dieser Gestaltung sollte an die alte Tradition der Sattelkirchen auf Öland angeknüpft werden. Darüber hinaus wurde der ursprüngliche Holzfußboden gegen Kalkstein ausgetauscht.
Aus der Zeit vor 1960 blieb im Kirchenraum nur der Taufstein erhalten, der in Sandvik nach Zeichnungen vom Reichsantiquar gefertigt worden war.
Die farbigen Glasfenster wurden von Hugo Garmland geschaffen, Altar und Kanzel sind Werke des Architekten Hampus. Das Kruzifix auf dem Altar stammt von Sven-Bertil Svensson aus Mörbylånga.
Zwei vor dem Umbau im Kirchenschiff befindliche Kronleuchter wurden in die Vorhalle und in das Baptisterium versetzt. Das Baptisterium wurde auch als Kapelle des Guten Hirten, nach dem Motiv eines runden Fensters genannt. Das Fenster hatte 1929 Erik Jerken geschaffen und befand sich vormals an der Ostwand, umgeben von kleineren Fenstern. Erik Höglund schuf das untere Fenster. Der im Baptisterium befindliche Taufstein geht ebenfalls auf einen Entwurf des Architekten Karl Hampus Bergmann zurück.